# Awstacz
Awstacz (Abschatz, Abszac, Awstacy, Awszat) – polsko-niemiecki herb szlachecki.

## Opis herbu

### Opis współczesny
Opis skonstruowany współcześnie brzmi następująco:
Na tarczy w polu czerwonym głowa łosia czarna w prawo z rogami srebrnymi.
W klejnocie ta sama głowa łosia.
Labry herbowe czerwone, podbite czernią.

#### Inne teorie
Niektóre źródła podają, że na tarczy herbowej znajduje się głowa jelenia lub diabła. W czasach nowożytnych używano także herbu o innych barwach: polu srebrnym, głowie łosia czarnej i rogami czerwonymi. Herbarz Johanna Siebmachera z 1605 r. ukazuje herb w polu czerwonym z czarną głową jelenia zwróconą 3/4 w lewo.

## Geneza
Nazwa rodu pochodzi od imienia jego protoplasty Eustachego. 
Najstarsze znane są wizerunki herbu to pieczęcie z 1338 i 1357 roku, miniatura w Kodeksie o św. Jadwidze z 1353 roku i płyty nagrobne Jana i Jadwigi Ossowskich z 1574 roku.

## Herbowni

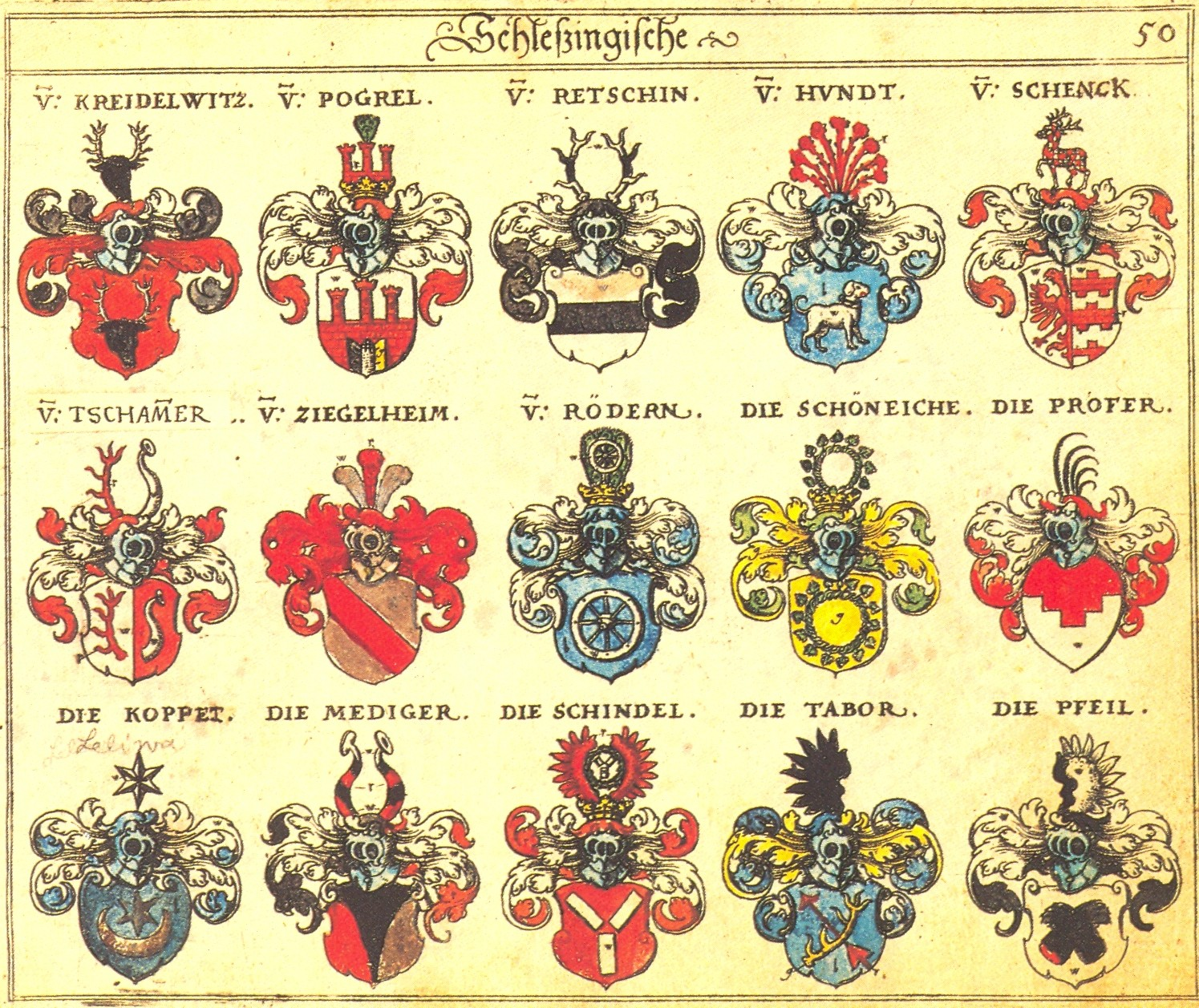
Herb Awstacz w herbarzu Siebmachera (pierwszy z lewej).

Danym herbem pieczętowały się następujące rody herbowe:
Abschatz (Awstacz), Kreidelwitz (Kredelwicz), Ossowski.
Łącznie 3 nazwiska.

### Znani herbowni
- Andrzej Ossowski
- Władysław Ossowski
- Hans Aßmann Freiherr von Abschatz